# Campeonato de Primera A 2018 (ACF)
La temporada 2018 de la Primera A es la nonagésima octava (99a) edición de la primera categoría de la Asociación Cruceña de Fútbol. Se divide en dos torneos con dos etapas respectivamente: la primera, que es una etapa de clasificación (que consta de dos ruedas), y una etapa final, en el cual se define el campeón.
El campeón de la temporada fue Real Santa Cruz, que obtuvo su 4° título en esta categoría.

## Formato
Esta temporada se divide en torneos, el primero disputado entre abril y junio de 2018 y el segundo entre septiembre y diciembre del mismo año, ambos divididos en dos etapas: una etapa inicial y una etapa de liguillas.
La etapa de clasificación se disputa de forma regular y mediante el sistema de todos contra todos en dos ruedas. La etapa de clasificación se disputa en dos ruedas. La clasificación final se establece teniendo en cuenta los puntos obtenidos en cada enfrentamiento, a razón de tres por partido ganado, uno por empate y ninguno en caso de derrota. Los primeros seis ubicados al finalizar las dos ruedas acceden directamente a la liguilla final.

## Equipos participantes

### Ascensos y descensos
| Pos | Ascendidos a la ACF Primera A                  |
| --- | ---------------------------------------------- |
| 1.º | Torre Fuerte (Campeón de la Primera B 2016-17) |

| Pos  | Descendido a la ACF Primera B                            |
| ---- | -------------------------------------------------------- |
| 12.º | Sebastián Pagador (Último lugar de la Primera A 2016-17) |

### Información de los equipos
| Club                | Ciudad                  | Estadio                             | Capacidad | Fundación                | 2016/17        |
| ------------------- | ----------------------- | ----------------------------------- | --------- | ------------------------ | -------------- |
| 24 de Septiembre    | Santa Cruz de la Sierra | -                                   | -         | 24 de septiembre de 1969 | 10°            |
| Argentinos Juniors  | Santa Cruz de la Sierra | -                                   | -         | 24 de abril de 1975      | 9°             |
| Calleja             | Santa Cruz de la Sierra | -                                   | -         | 1966                     | 12°            |
| Cooper              | Santa Cruz de la Sierra | -                                   | -         | 12 de julio de 1980      | 11°            |
| El Torno FC         | El Torno                | Estadio Municipal El Torno          | ¿?        | 23 de enero de 2005      | 3°             |
| Ferroviario         | Santa Cruz de la Sierra | -                                   | -         | 16 de junio de 1968      | 7°             |
| Oriente Petrolero B | Santa Cruz de la Sierra | Estadio Ramón Tahuichi Aguilera     | 38.500    | 5 de noviembre de 1955   | 8°             |
| Real América        | Warnes                  | -                                   | -         | 12 de octubre de 1968    | 3°             |
| Real Santa Cruz     | Santa Cruz de la Sierra | Estadio Juan Carlos Durán           | 25.000    | 3 de mayo de 1962        | 8°             |
| Torre Fuerte        | Santa Cruz de la Sierra | Estadio Municipal Villa 1.º de Mayo | 7.000     | 7 de agosto de 2009      | (Primera B) 1° |
| Universidad         | Santa Cruz de la Sierra | -                                   | -         | 24 de abril de 1954      | 4°             |

## Primer torneo

### Primera etapa

#### Tabla de posiciones
| Pos. | Equipo              | Mov. | Pts. | PJ | PG | PE | PP | GF | GC | Dif. |
| ---- | ------------------- | ---- | ---- | -- | -- | -- | -- | -- | -- | ---- |
| 01°  | Real Santa Cruz     |      | 26   | 10 | 8  | 2  | 0  | 21 | 9  | 12   |
| 02°  | Universidad         |      | 17   | 10 | 5  | 2  | 3  | 23 | 12 | 11   |
| 03°  | Real América        |      | 17   | 10 | 5  | 2  | 3  | 15 | 16 | -1   |
| 04°  | Ferroviario         |      | 16   | 10 | 4  | 4  | 2  | 17 | 17 | 0    |
| 05°  | Cooper              |      | 16   | 10 | 5  | 1  | 4  | 18 | 8  | 10   |
| 06°  | Torre Fuerte        |      | 16   | 10 | 5  | 1  | 4  | 15 | 12 | 3    |
| 07°  | Calleja             |      | 15   | 10 | 5  | 0  | 5  | 14 | 14 | 0    |
| 08°  | El Torno FC         |      | 12   | 10 | 3  | 3  | 4  | 13 | 18 | -5   |
| 09°  | 24 de septiembre    |      | 11   | 10 | 3  | 2  | 5  | 13 | 17 | -4   |
| 10°  | Oriente Petrolero B |      | 9    | 10 | 3  | 0  | 7  | 12 | 16 | -4   |
| 11°  | Argentinos Juniors  |      | 1    | 10 | 0  | 1  | 9  | 8  | 30 | -22  |

|  |                                    |
|  | Clasifican para la liguilla final. |

##### Evolución de las posiciones
| Equipo / Fecha      | 01 | 02 | 03 | 04 | 05 | 06 | 07 | 08 | 09 | 10 | 11 |
| ------------------- | -- | -- | -- | -- | -- | -- | -- | -- | -- | -- | -- |
| 24 de Septiembre    | 4  | 8  | 4  | 8  | 8  | 9  | 10 | 8  | 9  | 9  | 9  |
| Argentinos Jrs.     | 9  | 11 | 11 | 11 | 11 | 11 | 11 | 11 | 11 | 11 | 11 |
| Calleja             | 10 | 4  | 9  | 9  | 10 | 10 | 9  | 9  | 8  | 7  | 7  |
| Cooper              | 3  | 5  | 1  | 1  | 3  | 1  | 4  | 2  | 4  | 3  | 5  |
| El Torno FC         | 1  | 1  | 2  | 4  | 4  | 6  | 7  | 7  | 7  | 8  | 8  |
| Ferroviario         | 5  | 7  | 7  | 10 | 9  | 7  | 6  | 6  | 3  | 5  | 4  |
| Oriente Petrolero B | 11 | 6  | 10 | 5  | 7  | 8  | 8  | 10 | 10 | 10 | 10 |
| Real América        | 8  | 10 | 8  | 7  | 6  | 5  | 3  | 5  | 2  | 2  | 3  |
| Real Santa Cruz     | 6  | 3  | 3  | 3  | 1  | 2  | 1  | 1  | 1  | 1  | 1  |
| Torre Fuerte        | 2  | 2  | 5  | 6  | 5  | 4  | 2  | 4  | 6  | 4  | 6  |
| Universidad         | 7  | 9  | 6  | 2  | 2  | 3  | 5  | 3  | 5  | 6  | 2  |

#### Fixture
- La hora de cada encuentro corresponde al huso horario que rige a Bolivia (UTC-4).

| Cooper          | 1 - 0 | Calleja               | Municipal El Torno          | 14 de abril | 13:30 |
| El Torno FC     | 4 - 2 | Oriente Petrolero "B" | Municipal El Torno          | 14 de abril | 15:30 |
| Universidad     | 2 - 2 | 24 de septiembre      | Municipal Villa 1.º de Mayo | 19 de abril | 13:30 |
| Ferroviario     | 2 - 2 | Real Santa Cruz       | Municipal El Torno          | 19 de abril | 15:30 |
| Argentinos Jrs. | 2 - 3 | Torre Fuerte          | Municipal Villa 1.º de Mayo | 19 de abril | 15:30 |

| Calleja               | 2 - 1 | Real América    | Édgar Peña Gutiérrez        | 21 de abril | 13:30 |
| El Torno FC           | 3 - 2 | Argentinos Jrs. | Municipal El Torno          | 21 de abril | 15:30 |
| Oriente Petrolero "B" | 1 - 0 | Cooper          | Édgar Peña Gutiérrez        | 21 de abril | 15:30 |
| Real Santa Cruz       | 3 - 2 | Universidad     | Juan Carlos Durán           | 22 de abril | 15:30 |
| Torre Fuerte          | 2 - 2 | Ferroviario     | Municipal Villa 1.º de Mayo | 22 de abril | 15:30 |

| Argentinos Jrs.  | 1 - 1 | Ferroviario           | Édgar Peña Gutiérrez | 28 de abril | 13:30 |
| Real América     | 2 - 1 | Oriente Petrolero "B" | Édgar Peña Gutiérrez | 28 de abril | 13:30 |
| Cooper           | 3 - 0 | El Torno FC           | Juan Carlos Durán    | 28 de abril | 15:30 |
| Universidad      | 1 - 0 | Torre Fuerte          | Édgar Peña Gutiérrez | 28 de abril | 15:30 |
| 24 de Septiembre | 2 - 1 | Calleja               | Juan Carlos Durán    | 29 de abril | 13:00 |

| Ferroviario           | 2 - 5 | Universidad      | Édgar Peña Gutiérrez | 5 de mayo | 13:30 |
| Oriente Petrolero "B" | 2 - 0 | 24 de septiembre | Juan Carlos Durán    | 5 de mayo | 13:30 |
| Cooper                | 6 - 0 | Argentinos Jrs.  | Édgar Peña Gutiérrez | 5 de mayo | 15:30 |
| El Torno FC           | 1 - 1 | Real América     | Municipal El Torno   | 5 de mayo | 15:30 |
| Real Santa Cruz       | 1 - 0 | Calleja          | Juan Carlos Durán    | 5 de mayo | 15:30 |

| Argentinos Jrs.       | 0 - 4 | Universidad     | Juan Carlos Durán    | 12 de mayo | 13:30 |
| Real América          | 2 - 1 | Cooper          | Édgar Peña Gutiérrez | 12 de mayo | 13:30 |
| Calleja               | 2 - 4 | Torre Fuerte    | Édgar Peña Gutiérrez | 12 de mayo | 15:30 |
| Oriente Petrolero "B" | 1 - 2 | Real Santa Cruz | Juan Carlos Durán    | 12 de mayo | 15:30 |
| 24 de septiembre      | 1 - 1 | El Torno FC     | Juan Carlos Durán    | 16 de mayo | 15:30 |

| Ferroviario  | 1 - 0 | Calleja               | Municipal Villa 1.º de Mayo | 19 de mayo | 13:30 |
| Torre Fuerte | 1 - 0 | Oriente Petrolero "B" | Municipal Villa 1.º de Mayo | 19 de mayo | 15:30 |
| El Torno FC  | 0 - 0 | Real Santa Cruz       | Municipal El Torno          | 19 de mayo | 15:30 |
| Real América | 2 - 0 | Argentinos Jrs.       | Édgar Peña Gutiérrez        | 23 de mayo | 13:30 |
| Cooper       | 3 - 1 | 24 de septiembre      | Édgar Peña Gutiérrez        | 23 de mayo | 15:30 |

| Oriente Petrolero "B" | 0 - 1 | Ferroviario  | Édgar Peña Gutiérrez        | 26 de mayo | 10:00 |
| Real Santa Cruz       | 2 - 1 | Cooper       | Juan Carlos Durán           | 26 de mayo | 10:00 |
| Calleja               | 2 - 1 | Universidad  | Édgar Peña Gutiérrez        | 26 de mayo | 12:00 |
| 24 de septiembre      | 1 - 2 | Real América | Juan Carlos Durán           | 26 de mayo | 12:00 |
| Torre Fuerte          | 2 - 0 | El Torno FC  | Municipal Villa 1.º de Mayo | 26 de mayo | 13:30 |

| Argentinos Jrs. | 1 - 2 | 24 de Septiembre      | Juan Carlos Durán    | 2 de junio | 13:30 |
| Universidad     | 3 - 0 | Oriente Petrolero "B" | Édgar Peña Gutiérrez | 2 de junio | 13:30 |
| Ferroviario     | 4 - 2 | El Torno FC           | Édgar Peña Gutiérrez | 2 de junio | 15:30 |
| Cooper          | 2 - 0 | Torre Fuerte          | Juan Carlos Durán    | 2 de junio | 15:30 |
| Real América    | 1 - 4 | Real Santa Cruz       | Juan Carlos Durán    | 3 de junio | 15:30 |

| Argentinos Jrs. | 1 - 2 | Calleja          | Édgar Peña Gutiérrez        | 6 de junio | 13:00 |
| Ferroviario     | 1 - 0 | Cooper           | Municipal Villa 1.º de Mayo | 6 de junio | 13:00 |
| Real Santa Cruz | 2 - 1 | 24 de septiembre | Édgar Peña Gutiérrez        | 6 de junio | 15:00 |
| Torre Fuerte    | 1 - 2 | Real América     | Municipal Villa 1.º de Mayo | 6 de junio | 15:00 |
| El Torno FC     | 2 - 1 | Universidad      | Municipal El Torno          | 6 de junio | 15:00 |

| Real América     | 2 - 2 | Ferroviario           | Édgar Peña Gutiérrez | 9 de junio | 11:00 |
| Calleja          | 3 - 2 | Oriente Petrolero "B" | Édgar Peña Gutiérrez | 9 de junio | 13:00 |
| 24 de septiembre | 0 - 2 | Torre Fuerte          | Juan Carlos Durán    | 9 de junio | 13:00 |
| Universidad      | 1 - 1 | Cooper                | Édgar Peña Gutiérrez | 9 de junio | 15:00 |
| Real Santa Cruz  | 4 - 1 | Argentinos Jrs.       | Juan Carlos Durán    | 9 de junio | 15:30 |

| Ferroviario     | 1 - 3 | 24 de septiembre      | Juan Carlos Durán    | 13 de junio | 13:00 |
| Argentinos Jrs. | 0 - 3 | Oriente Petrolero "B" | Édgar Peña Gutiérrez | 13 de junio | 13:00 |
| Torre Fuerte    | 0 - 1 | Real Santa Cruz       | Juan Carlos Durán    | 13 de junio | 15:00 |
| El Torno FC     | 0 - 2 | Calleja               | Municipal El Torno   | 13 de junio | 15:00 |
| Universidad     | 3 - 0 | Real América          | Édgar Peña Gutiérrez | 13 de junio | 15:00 |

### Liguilla final

#### Tabla de posiciones
| Pos. | Equipo          | Mov. | Pts. | PJ | PG | PE | PP | GF | GC | Dif. |
| ---- | --------------- | ---- | ---- | -- | -- | -- | -- | -- | -- | ---- |
| 01°  | Universidad     |      | 9    | 5  | 2  | 3  | 0  | 10 | 7  | 3    |
| 02°  | Torre Fuerte    |      | 8    | 5  | 2  | 2  | 1  | 7  | 6  | 1    |
| 03°  | Ferroviario     |      | 7    | 5  | 1  | 4  | 0  | 6  | 4  | 2    |
| 04°  | Real Santa Cruz |      | 7    | 5  | 2  | 1  | 2  | 6  | 7  | -1   |
| 05°  | Cooper          |      | 5    | 5  | 1  | 2  | 2  | 5  | 5  | 0    |
| 06°  | Real América    |      | 2    | 5  | 0  | 2  | 3  | 1  | 6  | -5   |

|  |                            |
|  | Ganador del Primer Torneo. |

#### Evolución de las posiciones
| Equipo / Fecha  | 01 | 02 | 03 | 04 | 05 |
| --------------- | -- | -- | -- | -- | -- |
| Cooper          | 1  | 2  | 2  | 3  | 5  |
| Ferroviario     | 3  | 4  | 4  | 4  | 3  |
| Real América    | 4  | 5  | 5  | 6  | 6  |
| Real Santa Cruz | 5  | 6  | 6  | 5  | 4  |
| Torre Fuerte    | 6  | 1  | 3  | 1  | 2  |
| Universidad     | 2  | 3  | 1  | 2  | 1  |

### Fixture
- La hora de cada encuentro corresponde al huso horario que rige a Bolivia (UTC-4).

| Universidad  | 1 - 1 | Cooper          | Édgar Peña Gutiérrez        | 16 de junio | 13:00 |
| Ferroviario  | 0 - 0 | Real Santa Cruz | Édgar Peña Gutiérrez        | 16 de junio | 15:00 |
| Torre Fuerte | 0 - 0 | Real América    | Municipal Villa 1.º de Mayo | 17 de junio | 15:00 |

| Cooper          | 0 - 0 | Ferroviario  | Juan Carlos Durán    | 23 de junio | 13:00 |
| Real Santa Cruz | 1 - 2 | Torre Fuerte | Juan Carlos Durán    | 23 de junio | 15:00 |
| Real América    | 0 - 0 | Universidad  | Édgar Peña Gutiérrez | 23 de junio | 15:00 |

| Universidad  | 3 - 1 | Real Santa Cruz | Édgar Peña Gutiérrez        | 30 de junio | 13:00 |
| Torre Fuerte | 1 - 1 | Ferroviario     | Municipal Villa 1.º de Mayo | 30 de junio | 15:00 |
| Cooper       | 2 - 0 | Real América    | Édgar Peña Gutiérrez        | 30 de junio | 15:00 |

| Torre Fuerte    | 2 - 1 | Cooper       | Municipal Villa 1.º de Mayo | 7 de julio | 15:00 |
| Ferroviario     | 3 - 3 | Universidad  | Édgar Peña Gutiérrez        | 7 de julio | 15:00 |
| Real Santa Cruz | 2 - 1 | Real América | Juan Carlos Durán           | 7 de julio | 15:00 |

| Universidad  | 3 - 2 | Torre Fuerte    | Juan Carlos Durán           | 14 de julio | 15:00 |
| Cooper       | 1 - 2 | Real Santa Cruz | Édgar Peña Gutiérrez        | 14 de julio | 15:00 |
| Real América | 0 - 2 | Ferroviario     | Municipal Villa 1.º de Mayo | 14 de julio | 15:00 |

## Segundo torneo

### Primera etapa

#### Tabla de posiciones
| Pos. | Equipo                | Pts. | PJ | PG | PE | PP | GF | GC | Dif. |
| ---- | --------------------- | ---- | -- | -- | -- | -- | -- | -- | ---- |
| 01.º | Real Santa Cruz       | 27   | 10 | 9  | 0  | 1  | 24 | 8  | 16   |
| 02.º | El Torno FC           | 19   | 10 | 5  | 4  | 1  | 12 | 9  | 3    |
| 03.º | Oriente Petrolero "B" | 16   | 10 | 5  | 1  | 4  | 19 | 14 | 5    |
| 04.º | Cooper                | 16   | 10 | 4  | 4  | 2  | 16 | 12 | 4    |
| 05.º | 24 de septiembre      | 16   | 10 | 5  | 1  | 4  | 17 | 16 | 1    |
| 06.º | Calleja               | 14   | 10 | 4  | 2  | 4  | 16 | 13 | 3    |
| 07.º | Real América          | 11   | 10 | 3  | 2  | 5  | 9  | 11 | −2   |
| 08.º | Universidad           | 10   | 10 | 3  | 1  | 6  | 11 | 14 | −3   |
| 09.º | Torre Fuerte          | 10   | 10 | 3  | 1  | 6  | 13 | 21 | −8   |
| 10.º | Argentinos Juniors    | 8    | 10 | 2  | 2  | 6  | 11 | 16 | −5   |
| 11.º | Ferroviario           | 7    | 10 | 2  | 1  | 7  | 7  | 22 | −15  |

|  |                                    |
|  | Clasifican para la liguilla final. |

### Liguilla final

#### Tabla de posiciones
| Pos. | Equipo                | Pts. | PJ | PG | PE | PP | GF | GC | Dif. |
| ---- | --------------------- | ---- | -- | -- | -- | -- | -- | -- | ---- |
| 01.º | Real Santa Cruz       | 13   | 5  | 4  | 1  | 0  | 16 | 4  | 12   |
| 02.º | El Torno FC           | 10   | 5  | 3  | 1  | 1  | 7  | 8  | −1   |
| 03.º | Oriente Petrolero "B" | 2    | 5  | 0  | 2  | 3  | 6  | 14 | −8   |
| 04.º | Cooper                | 5    | 5  | 1  | 2  | 2  | 8  | 8  | 0    |
| 05.º | 24 de septiembre      | 7    | 5  | 2  | 1  | 2  | 8  | 9  | −1   |
| 06.º | Calleja               | 3    | 5  | 0  | 3  | 2  | 2  | 4  | −2   |

|  |                             |
|  | Ganador del Segundo Torneo. |

## Tabla acumulada
| Pos. | Equipo                | Pts. | PJ | PG | PE | PP | GF | GC | Dif. |
| ---- | --------------------- | ---- | -- | -- | -- | -- | -- | -- | ---- |
| 01.º | Real Santa Cruz       | 53   | 20 | 17 | 2  | 1  | 45 | 17 | 28   |
| 02.º | Cooper                | 32   | 20 | 9  | 5  | 6  | 34 | 19 | 15   |
| 03.º | El Torno FC           | 31   | 20 | 8  | 7  | 5  | 25 | 27 | −2   |
| 04.º | Calleja               | 29   | 20 | 9  | 2  | 9  | 30 | 27 | 3    |
| 05.º | Real América          | 28   | 20 | 8  | 4  | 8  | 24 | 27 | −3   |
| 06.º | Universidad           | 27   | 20 | 8  | 3  | 9  | 34 | 26 | 8    |
| 07.º | 24 de septiembre      | 27   | 20 | 8  | 3  | 9  | 30 | 33 | −3   |
| 08.º | Torre Fuerte          | 26   | 20 | 8  | 2  | 10 | 28 | 33 | −5   |
| 09.º | Oriente Petrolero "B" | 26   | 20 | 8  | 2  | 10 | 31 | 30 | 1    |
| 10.º | Ferroviario           | 23   | 20 | 6  | 5  | 9  | 24 | 39 | −15  |
| 11.º | Argentinos Juniors    | 9    | 20 | 2  | 3  | 15 | 19 | 46 | −27  |

|  | Disputa el descenso indirecto. |

## Definición del título
Los ganadores de ambos torneos (Real Santa Cruz y Universidad) disputaron un partido para definir al campeón de la temporada.
| 15 de diciembre de 2018, 16:00 (GMT-4) | Real Santa Cruz | 1:0 (1:0) | Universidad | Estadio Édgar Peña Gutiérrez, Santa Cruz de la Sierra |                             |
|                                        | José Muñoz 40'  |           |             | Árbitro(s): Rafael Subirana                           | Árbitro(s): Rafael Subirana |

### Campeón
| Campeón Primera A 2018 |
| ---------------------- |
|                        |
| Real Santa Cruz        |
| 4° Título              |

## Partido por el descenso indirecto
En el partido por el descenso indirecto se enfrentaron el último clasificado en la tabla acumulada de la Primera A 2018 (Argentinos Juniors) contra el 2° de la Primera B 2018 (Canarios).
| 29 de enero de 2019, 16:00 (GMT-4) | Argentinos Juniors   | 2:2 (1:1) (4:3 p.) | Canarios                              | Estadio Édgar Peña Gutiérrez, Santa Cruz de la Sierra |  |
|                                    | Óscar Hurtado 3' 68' | Reporte            | Óscar Alavila 39' · Pablo Montaño 54' |                                                       |  |

### Clasificación final
|                                             |                                   |
| Argentinos Juniors (Permanece en Primera A) | Canarios (Permanece en Primera B) |